# El Conde Lucanor
Don Juan Manuels El conde Lucanor, in anderen Fassungen auch Libro de los ejemplos del conde Lucanor y de Patronio genannt, reiht man ein in die Liste der bedeutendsten Prosawerke des spanischen Hochmittelalters. Das 1330 bis 1335 erstellte Werk galt bereits im 15. Jahrhundert als wahrer Bestseller, die heute erhaltenen Manuskripte sind jedoch unterschiedlichen Umfangs.

## Struktur
Der bekannteste erste Teil des Werks umfasst 51 Exempla, beispielhafte Erzählungen mit didaktischer und moralisierender Absicht. Strukturell sind die Exempla im Werk Don Juan Manuels in ein einheitliches Schema gebracht: Der Graf ("conde") Lucanor stellt seinem getreuen Berater Patronio ein Problem. Dieser antwortet mit großer Bescheidenheit und erzählt in lebendiger, dialogischer Art eine Geschichte, aus der sich die Lösung der gestellten Aufgabe ergibt, nämlich im Sinne eines Handelns in der Art einer der Hauptpersonen der Erzählung. Dieser populärste Teil des Conde Lucanor ist 1840 in der Übersetzung von Joseph von Eichendorff in Berlin in drei Bänden auf Deutsch erschienen. Auf diese Quelle lässt sich unter anderem Hans Christian Andersens Kunstmärchen Des Kaisers neue Kleider zurückführen.
Der Conde Lucanor verfügt jedoch im Original über insgesamt fünf Teile. Er bedient sich, in seiner Funktion als Traktat zur ständigen Erziehung und Bildung des jungen Adligen, nicht nur der Tradition der Exemplaliteratur, sondern ganz allgemein der moralisch-didaktischen, lehrhaften Tradition des Mittelalters und benutzt unterschiedliche literarische Formen. So folgen den unterhaltenden Beispielen im ersten Teil weitaus theoretischere sententiae (Sentenzen) und proverbios (Sprichwörter), die sich um denselben narrativen Rahmen gruppieren, den der Dialog zwischen dem Grafen Lucanor und seinem Ratgeber Patronio bildet. Das Werk wird dann im letzten Teil durch ein theologisches Traktat beschlossen. Damit ist der Conde Lucanor mehr als nur ein bloßer Rückgriff auf Exemplasammlungen wie zum Beispiel die auf Latein verfasste Disciplina clericalis des 12. Jahrhunderts. In ihm vereinigen sich christliche Vorstellungen der Alltagserfahrung und Tradition mit Abhandlungen der Patristik und Einflüssen des Orients: Indische Fabeln und arabische Erzählungen stehen neben Darstellungen der christlichen Doktrin und mittelalterlichen Weltanschauung. Der Conde Lucanor verfügt somit über ein doppeltes Erbe und versinnbildlicht auf diese Weise ein Spiegelbild der spanischen Gesellschaft des Mittelalters, die wegen der maurischen Präsenz auf der Iberischen Halbinsel eine Sonderstellung innerhalb Europas einnahm.
Der Conde Lucanor ist jedoch nicht nur im Hinblick auf seine Eigenschaft als Sammelbecken für die unterschiedlichen gesellschaftlichen und literarischen Traditionen interessant. Auch im Bereich der schriftlichen Überlieferung spielt er eine bedeutende Rolle. Sein Verfasser, Don Juan Manuel, war sich seiner Pflichten als Autor eindeutig bewusst, eine Tatsache, die nicht nur mit Blick auf die Entstehungszeit des Conde Lucanor erstaunt, sondern zudem auch eine unermüdliche Beschäftigung des Autors mit den eigenen literarischen Texten zur Folge hatte, die sich in Eigenkorrekturen und selbst erstellten bibliographischen Listen manifestierte.
Die literaturwissenschaftlichen Forschungen sind in Bezug auf den Conde Lucanor bereits so gut wie abgeschlossen. Ihre Befunde sind in vielerlei Hinsicht äußerst gegensätzlich und resultieren wohl aus den unterschiedlichen kulturellen und sozialen Strömungen ihrer Zeit. Waren Kritiker des 19. Jahrhunderts dem Autor eindeutig wohlwollend gegenübergestellt (was sich in Lobpreisungen für die moralische Strenge manifestierte), während die Frivolität des etwa gleichaltrigen Libro de buen amor stark verurteilt wurde, so drehte sich dieses Bild in den Forschungsergebnissen von Wissenschaftlern, wie zum Beispiel im Fall von María Rosa Lida de Malkiel, des vergangenen Jahrhunderts ins Negative. Da Don Juan Manuel Enkel und Neffe von Königen war und von Jugendbeinen an über große politische Relevanz verfügte, steht die Literaturwissenschaft im Fall des Conde Lucanor vor der einzigartigen Situation, dass über das Leben dieses Autors, ganz im Gegenteil zum herkömmlichen mittelalterlichen Autor, viel aus zeitgenössischen Quellen zu erfahren ist. Da diese Quellen tendenziell das negative Bild eines machthungrigen und wortbrüchigen Politikers zeichnen, verstrickte sich die Forschung tief in ein Netz von Interpretationen und Vorurteilen, indem sie das Leben des Autors mit seinen propagierten Vorstellungen verglichen und offensichtliche Widersprüche aufzeigten. Der Conde Lucanor war somit zwar als bedeutendes Werk anerkannt, büßte jedoch viel von seiner Popularität unter Wissenschaftlern ein, die sich von seiner rigiden, moralisierenden Botschaft ab- und zu den humorvollen und erotischen Eigenschaften eines Libro de buen amor hinwandten.

## Der historische Kontext
Der Conde Lucanor ist zweifelsohne innerhalb eines bedeutsamen historischen Kontexts entstanden. Seine moralisch-didaktischen Eigenschaften sind zudem Ergebnis eines langen literaturhistorischen Prozesses, so dass man bei seiner Betrachtung nicht umhinkommt, den gesellschaftlichen Rahmen, insbesondere die soziale Dimension des Adels, zu beachten.

### Die Ständegesellschaft
Die mittelalterliche Gesellschaft in Europa gliederte sich in mehrere Stände. Die Zugehörigkeit zu einem Stand (oder estado im Spanischen) galt als ausschlaggebend für die Definition sowohl von Privilegien als auch von Pflichten jedes Einzelnen. Vereinfacht stellte sich die hierarchische Gesellschaftsstruktur des Mittelalters in drei Ständen dar, deren Angehörige als oratores (Geistliche), bellatores (Krieger, später Adel) oder laboratores (Arbeiter; das übrige, freie Volk) bezeichnet wurden. Die Drei-Stände-Ordnung war zwar insbesondere für Frankreich charakteristisch, trotzdem verfestigte sich dank der kulturellen Einheitlichkeit im mittelalterlichen Europa auch in den Königreichen Kastilien und Aragón eine Einteilung der Bevölkerung in die drei Stände.
Im Gegensatz zur heutigen Klassengesellschaft definierte sich somit eine soziale Gruppe durch ihre gesellschaftliche Stellung und ihren jeweiligen juristischen Status, der auf der Existenz oder Nichtexistenz bestimmter Privilegien und Pflichten basierte. Diese resultierten entweder aus bereits gegebenen Tatsachen (Herkunft, Bildungsgrad, Beruf) oder wurden durch eine höhere gesellschaftliche Instanz, wie zum Beispiel dem König, verliehen. Die Korrelation von Rechten und Pflichten sowie das Bestreben nach Festigung und Erhaltung dieser Privilegien bildeten einen wichtigen Bestandteil des politischen Weltbilds des europäischen Mittelalters: Das Auseinanderbrechen dieser Einheit bedeutete dabei die Auflösung der weltlichen, von Gott gegebenen Ordnung, denn die Existenz unterschiedlicher, nicht einander gleichgestellter sozialer Gruppen galt als Teil des göttlichen Plans, der jedem Einzelnen seinen Platz und seine Funktion innerhalb der Gesellschaft zuwies. In der Regel bestand zwischen den einzelnen Ständen keine Durchlässigkeit. Eine Gleichheit war unter Christen einzig und allein durch ihre Zugehörigkeit zu derselben Glaubensgemeinschaft gegeben. Geburt und Tod als elementare biologische Gesetzmäßigkeiten fungierten dabei als einzige homogenisierende Faktoren.

### Die soziale Dimension des Adels

#### Moralischer Kodex
Der Adel definierte sich durch einen selbst geschaffenen moralischen Kodex. Ein Krieger grenzte sich von anderen Gesellschaftsgliedern primär durch seine Aktion im Kampfe ab. Mit der zunehmenden Hierarchisierung der Gesellschaft sah sich die Realität des Rittertums mit Idealen konfrontiert, die ihm eine neue, religiösere Richtung gaben. So wandelte sich der „einfache Krieger“, der Beschützer der Ärmeren und Schwächeren, zum Beschützer des christlichen Glaubens und der irdischen, von Gott gewollten Ordnung. Dies brachte die Schaffung einer gemeinsamen, abstrahierten Ritterethik mit sich, um die Integrität des Adelsstandes zu erhalten. Diese Ethik bestimmte und schematisierte das Leben eines Adligen trotz oder gerade wegen ihres stark realitätsfernen Charakters, der sich bald auch in der europäischen Literatur niederschlug: Das Ansehen eines Ritters oder Adligen war darin durch unterschiedliche materielle und nicht materielle Faktoren bestimmt, wie die Anreicherung familiären Besitzes, die Vollbringung guter Taten sowie die Bewahrung der eigenen Ehre, die Respekt, Ehrerbietung und Achtung – nicht nur innerhalb des eigenen Standes – zur Folge hatte. Diese Faktoren manifestierten sich bald in persönlichen Ambitionen und in einem Hang zu stetigem Ruhm, wodurch sich Adlige mehr und mehr charakterisieren sollten.
Das Konzept der Ehre und des Ansehens, der so genannten „onra“, sollte weitere bedeutende soziale Entwicklungen erfahren und wesentlich für die Philosophie und Literatur des spanischen Siglo de Oro sein.

#### Erziehung
Die ethisch-moralischen Grundzüge bildeten die Grundpfeiler des Zugehörigkeitsgefühls und wurden durch eine Erziehung gesichert und erhalten. "Erzogen" wurde einerseits durch das Zusammenleben mit anderen innerhalb desselben Standes (zum Beispiel am Hofe eines Fürsten oder des Königs) andererseits aber auch durch das Aufzeigen von Beispielen und Archetypen der Vergangenheit und der Gegenwart. Neben so genannten Fürstenspiegeln bereicherten Exempla-Sammlungen in lateinischer Sprache die didaktisch-moralische Tradition.
Die Darstellung des historischen oder fiktiven Idealbildes eines Herrschers, seiner Aufgaben und Pflichten, orientierte sich dabei zunächst an Figuren der Antike, wurde mit der Zeit jedoch selbstständiger und erfuhr hinsichtlich der jeweiligen nationalen Realitäten eine große Bedeutung. Geistliche Würdenträger drängten aufgrund einer progressiven Prägung von Königtum und Reich zunehmend danach, eigene Werke didaktisch-moralischer Natur für aktuelle Fürsten oder Könige zu verfassen, die nicht nur politisch-soziale und private Verhaltensregeln enthielten, sondern sich immer mehr auch mit ethischen Interpretationen der Macht sowie dem öffentlichen Wohl befassten.

#### Familie
Allianzen fanden in der Regel nur zwischen Männern statt, so dass freundschaftliche Bindungen zumeist größere emotionale Bedeutung besaßen als die eheliche Verbindung zwischen Mann und Frau. Beide waren durch einen starken öffentlichen Charakter geprägt. Hochzeiten wurden in den meisten Fällen nur aus politischen Gründen geschlossen, damit war die Beziehung zwischen Mann und Frau innerhalb des familiären Kontexts weit weniger bedeutsam als die zwischen Eltern und Kindern. Sowohl unverheiratete Frauen als auch Ehefrauen zählten rechtlich und innerhalb der sozialen Struktur nicht als eigenständige Persönlichkeiten. Gleichwohl lässt sich jedoch vermuten, dass die adlige Frau praktisch gesehen über weit mehr Rechte verfügte, als es die rechtlichen und sozialen Vorschriften der Gesellschaft, in der sie lebte, vorsahen.
Die Beziehung zwischen Eltern und ihren Kindern definierte sich vor allem über die Erziehung. In den meisten Fällen ging das Familienerbe, zumeist territorialer Besitz, nach dem Ableben seines adligen Besitzers an dessen erstgeborenen Sohn über, so dass im wiederholt Fälle auftraten, in denen Zweit- und Drittgeborene um ein politisches und materielles Recht kämpften, das ihnen ihrer Geburt wegen untersagt worden war. Die Beziehungen zwischen Geschwistern waren in der Regel durch diese Ungleichheit konditioniert. Die einzige Lösung schien hierbei eine Erziehung, die vor allem Gerechtigkeit, Bescheidenheit, Freundschaft und Edelmut propagierte.

#### Die Erlangung des Seelenheils
Die Zugehörigkeit zum christlichen Glauben und die Verstrickung der Christen in den Sündenfall bürdete allen Menschen der mittelalterlichen Gesellschaft die Pflicht auf, innerhalb ihres Standes Erlösung zu erlangen und nach ihrem Tod in das Paradies zurückzukehren. Da das Leben im Diesseits einzig und allein als Phase des Übergangs zum Leben im Jenseits gesehen wurde, richtete sich ein Großteil der Hoffnungen auf ein Leben nach dem Tod und auf die Erlangung des Seelenheils. Der Mensch an sich wurde weniger als Individuum innerhalb einer soziohistorischen Realität denn als Teil des göttlichen Plans und der Ordnung gesehen und bezüglich abstrakter Betrachtungen von Tugendhaftigkeit und Sündigkeit bewertet. Eine Erziehung überschritt folgerichtig nicht die Grenzen der kirchlichen Betrachtung von Tugend, Sünde und dem idealen Christen.
Auch der Adelsstand als Mitglied der christlichen Gemeinschaft und deren Beschützer vor Glaubensfeinden sah sich mit dieser unterschiedlichen Gewichtung von Diesseits und Jenseits konfrontiert. Jedoch war dieses Ungleichgewicht unter den Adligen von weit weniger großer Bedeutung als es den Anschein hat. Offensichtlich konnte der Adel die christlichen Philosophien nicht einfach über Bord werfen. Trotzdem befand er auch das diesseitige Leben als wichtigen Bestandteils seines Daseins.

### Soziale Umwälzungen und politische Krisen im Spanien des 14. Jahrhunderts
Die erste Hälfte des 14. Jahrhunderts in Kastilien war geprägt von einer allmählichen Auflösung der bis dato gültigen gesellschaftlichen Ordnung. Diese Umwälzungsprozesse besaßen mehrere Ventile: In politischer Hinsicht bahnten sich aufgrund zweier aufeinander folgender Minderjährigkeitsregierungen die Machtbestrebungen der prominentesten Mitglieder der spanischen Aristokratie ihren Weg. Im Rahmen der Auseinandersetzungen zwischen König und Adel beanspruchte der kastilische Adel angesichts des instabilen Königshauses für sich weitaus mehr politische Macht und territoriale Besitztümer als zuvor. Doch auch unter den Adligen selbst trugen Unstimmigkeiten und Reibereien zur weiteren Destabilisierung der politischen Ordnung bei, so dass zeitweilig bürgerkriegsähnliche Zustände herrschten.
Die Reconquista erreichte nach der Eroberung Sevillas im Jahre 1248 und der von Cádiz 1262 unter Ferdinand III. dem Heiligen bzw. Alfons X. dem Weisen einen Stillstand. Bis 1340 feierten die kastilischen Truppen, auch aufgrund gravierender ökonomischer Schwierigkeiten, keine weiteren großen militärischen Erfolge mehr gegen die Mauren. Bereits gegen Ende des 13. Jahrhunderts kündigte sich eine Depression sowohl in demographischer als auch in wirtschaftlicher Hinsicht an, die ihren Höhepunkt mit der Schwarzen Pest 1348/1349 erreichte. Die Gründe für die immer öfter auftretenden Konflikte lagen jedoch tiefer. Das Feudalsystem des Mittelalters basierte auf der ungleichen Verteilung von Macht, Bildung und Reichtum. Wirtschaftliche Aufschwünge und militärische Erfolge verdeckten zunächst die gesellschaftlichen Widersprüche, ließen sie jedoch nie ganz verstummen. In dem Maße, in dem jährliche Einkommen sanken und Preise stiegen (nicht zuletzt durch die Abwanderung des dritten Standes in die neu eroberten Gebiete), begann der Adel, sich durch Raubzüge das zu nehmen, was ihm auf dem normalen, bisherigen Wege verwehrt blieb.
Aufgrund der Inhomogenität des dritten Standes (sowohl in seiner Zusammensetzung als auch in seiner geographischen Verteilung) war dessen Antwort auf die Gewalt durch Adlige und auf die wirtschaftlichen und sozialen Missstände keinesfalls einheitlich: Es erfolgte die Bildung so genannter Hermandades, Reaktionen zeigten sich jedoch auch in anderen Formen wie Unruhen und vereinzelten Aufständen, auch wenn der Bauernkampf in Kastilien längst nicht so weit fortgeschritten war wie im restlichen Europa.
Innerhalb der Stadtmauern formierte sich zudem eine neue soziale Gruppe, die sich zunehmend des Schutzes durch neue Gesetze erfreuen konnte: das Bürgertum. Ihr wachsender wirtschaftlicher Einfluss durch den immer wichtiger werdenden Handel prallte hart auf die ideologischen Vorstellungen des Adels, der die neuen Entwicklungen einerseits energisch bekämpfte, indem er seinen Schwerpunkt auf die traditionellen gesellschaftlichen Werte legte, zum anderen jedoch aus ökonomischen und machtpolitischen Gründen eigene Prinzipien über Bord warf.
Damit sah sich das alte System durch die zunehmende Bedeutung der Geldwirtschaft gefährdet, die die althergebrachten Beziehungen zwischen den einzelnen Ständen auflöste, und die Existenz neuer gesellschaftlicher Schichten hervorrief. Zu Lebzeiten Don Juan Manuels (1282–1348) war dieser Prozess bereits weit fortgeschritten.

### Das kulturelle Spanien im 14. Jahrhundert
Innerhalb des mittelalterlichen Europas nahm Spanien in sozialer und kultureller Hinsicht durch das Neben- und Miteinander dreier Religionen eine Sonderstellung ein. Vor allem Toledo avancierte aufgrund seiner Übersetzerschule und deren literarischer Schätze zu einer der kulturellen Hochburgen des kastilischen Königreiches. Bereits Ende des 13. und zu Beginn des 14. Jahrhunderts besaßen die Bibliotheken nicht nur Abhandlungen der Patristik und theologische Auslegungen der Bibel, sondern zunehmend auch Werke orientalischer und europäischer Herkunft, vor allem aus Italien und Frankreich.
Die christliche Kirche in Westeuropa durchlebte im 13. und 14. Jahrhundert zugleich eine spirituelle Krise. Die Institution Kirche sah sich vor das Problem gestellt, den christlichen Glauben vor den Einflüssen der arabischen Kultur sowie neuer christlicher Glaubensgemeinschaften zu schützen und aufrechtzuerhalten. Die beiden neuen religiösen Orden, die das Denken des Mittelalters am meisten beeinflussten, waren der Predigerorden der Dominikaner um Thomas von Aquin (der auch an der Universität von Paris lehrte, und dessen theologische Schriften stark das literarische Wirken Don Juan Manuels beeinflussten) sowie die Ordensgemeinschaft der Franziskaner, die sich an der von Franziskus von Assisi für den ersten von ihm gegründeten Bettelorden verfassten Ordensregel orientierten.

## Erhaltene Manuskripte
Der Conde Lucanor ist einer der wenigen mittelalterlichen Texte, die im spanischen Siglo de Oro wieder aufgelegt und gedruckt wurden. Bereits 1575 gab Argote de Molina eine in Sevilla gedruckte Fassung heraus, 1642 folgte eine erneute Auflage in Madrid.
Vollendet im Jahre 1335 hinterlegte sein Autor die eigene korrigierte Fassung des Conde Lucanor sowie Fassungen seiner anderen Werke im Kloster von Peñafiel, das er selbst 1318 gegründet hatte. Keines der Manuskripte ist jedoch erhalten. Stattdessen existieren heute fünf andere, bedeutend jüngere Kopien des Originalmanuskripts. Drei davon befinden sich in den Händen der Biblioteca Nacional de Madrid, eine weitere ist Teil des Bestands der Real Academia de la Historia, die fünfte gehört der Real Academia Española. Nicht alle sind gleichen Alters und Umfangs. Weitere vier Manuskripte sind verloren gegangen.

## Inhalt und Aufbau desConde Lucanor
Don Juan Manuels Libro de los Ejemplos del Conde Lucanor et de Patronio besteht aus insgesamt fünf Büchern (so genannten libros), die zwar einzeln betrachtet unterschiedliche Funktionen erfüllen, im Ganzen jedoch als eine Einheit fungieren.
Drei unterschiedliche Teile lassen sich erkennen: Teil I beinhaltet die bereits erwähnte Sammlung von 50 bzw. 51 Exempla, der zweite Teil eine Sammlung von Sentenzen oder Sprichwörtern, und der dritte Teil ist eine theologische Abhandlung über die Erlangung des Seelenheils. Diese Dreiteilung des Conde Lucanor begründet sich nicht nur inhaltlich (so durch gemeinsame bzw. unterschiedliche Themen) oder methodisch, d. h. in der Art und Weise, wie der literarische Diskurs erfolgt. Die Trennung ist auch äußerlich erkennbar, denn zum einen werden die einzelnen Teile durch Prologe oder Einleitungen abgegrenzt, zum anderen besteht zwischen den einzelnen Teilen ein bedeutender Unterschied im Hinblick auf ihren Umfang: Der am populärsten gewordene erste Teil umfasst etwa vier Fünftel des gesamten Werkes, während der zweite und dritte Teil auf wenige Seiten beschränkt sind. Darüber hinaus ist der letzte Teil in sich dreigeteilt und besitzt erneut Nuklei unterschiedlichen Inhalts sowie verschiedener Länge.
Parallel zur Abnahme der Materialfülle, lässt sich eine Intensivierung des Inhalts und der behandelten Materie feststellen. Diese entgegensetzte Bewegung von Quantität und Intensität ist charakterisierend für den Conde Lucanor und bedeutsam für seinen architektonischen Aufbau.

### Die Rahmenhandlung
Eine Rahmenhandlung verbindet alle drei Teile: Ein Graf (Lucanor) fragt innerhalb eines Gespräches mit seinem Ratgeber (Patronio) diesen um Rat bezüglich ihn betreffender konkreter Probleme und Situationen. Die Rahmenkonstellation um Lucanor und Patronio wird im ersten Teil noch erweitert um einen weiteren, ihr übergeordneten Rahmen, dessen Achse die Figur des Autors selbst ist.
Diese Frage-Antwort-Situation zwischen zwei fiktiven Figuren als dialogisches Rahmengespräch ist keine Erfindung Don Juan Manuels. Diese Art von Rahmenstruktur ist in ähnlicher Art bereits in früheren Werken erkennbar. So bedienen sich zum Beispiel auch das arabische Calila et Digna, der Sendebar oder die in lateinischer Sprache verfasste Disciplina clericalis von Pedro Alfonsi einer vergleichbaren Rahmenstruktur.
Für den erzählerischen Rahmen im Conde Lucanor sind sich immer wiederholende sprachliche Elemente charakterisierend. Vor allem im ersten Teil, in dem sich die einzelnen autonomen Einheiten (Exempla) in die Rahmenstruktur des Gespräches zwischen Lucanor und seinem Ratgeber Patronio einordnen, sind mehrere sprachliche Rahmenelemente erkennbar. Sie dienen dazu, die einzelnen Geschichten sprachlich und inhaltlich miteinander zu verbinden und logisch in die Rahmenhandlung einzubetten.

### Die drei Teile des Conde Lucanor
Die einzelnen Geschichten des ersten Teils behandeln vornehmlich Probleme eines Adligen des 14. Jahrhunderts: politische Intrigen und Bündnisse, (falsche) Freunde und Berater, aber auch Dinge des allgemeinen Alltags (richtige bzw. falsche Liebe, Treue und Verrat, Sekten und Alchemie). Viele können bis heute als – durchaus weltliche – Lebensweisheit gelten.
Einige konkrete Beispiele:
Im Exemplum 11 berichtet der Graf Lucanor seinem getreuen Berater Patronio von einem Manne, der seine Hilfe erbat und erhielt, selbst aber die versprochene Gegenleistung nicht erbrachte. Patronio erzählt daraufhin die Geschichte Der Dekan von Santiago und Don Illan. Darin sucht der Dekan von Santiago den Magier Don Illan in Toledo auf, um von ihm zu lernen. Der Magier gibt allerdings zu bedenken, dass Menschen in hohen Positionen gerne darauf vergessen, was andere für sie getan haben. Der Dekan beteuert, er werde sich nicht in solcher Art verhalten, tut es aber doch: er wird durch die Hilfe des Magiers Bischof, Kardinal, sogar Papst, verweigert aber stets den von Illan für ein Mitglied von dessen Familie erbetenen Posten. Am Ende stellt sich heraus, dass der gesamte Aufstieg des Dekans nur ein von Don Illan stimulierter magischer Traum war und der Dekan findet sich beschämt.
Im Exemplum 20 berichtet der Graf Lucanor von einem Menschen, der versprochen habe, ihm großen finanziellen Vorteil und Ehre zu verschaffen, dafür aber brauche er Geld, das er freilich im Verhältnis zehn zu eins zurückerstatten werde. Daraufhin erzählt Patronio die Geschichte vom König und vom falschen Alchimisten, die in den Rat ausklingt, nichts Eigenes für unsichere Versprechungen und ungewisse Vorteile zu opfern und bei der Vermögensanlage nicht auf den Rat eines zu hören, der selber zu den Armen zähle.
Am berühmtesten wurde Exempel 32: Das wunderbare Gewebe, eine Anekdote, die Hans Christian Andersen als Vorlage für dessen Märchen Des Kaisers neue Kleider diente. Darin berichtet der Graf, es sei jemand zu ihm gekommen, der ihm ein außerordentlich vorteilhaftes Geschäft vorgeschlagen habe. Er müsse allerdings darüber strengstes Stillschweigen bewahren. Im Falle, dass er darüber spreche, seien sein gesamtes Gut und sogar sein Leben in Gefahr. Patronio erzählt daraufhin die Geschichte von den drei Gauklern, die vorgaben, ein so feines Gewebe spinnen zu können, das es nur derjenige erkennen könne, der wirklich der Sohn dessen sei, der als sein Vater gelte. Der (maurische) König ist an dieser Kunst interessiert, hofft er doch das Land derer für die Krone einziehen zu können, die so als nicht rechtmäßige Erben entlarvt würden. Natürlich geben aber alle vor, das imaginäre Gewebe sehen zu können, am Ende auch der König selbst. Als er nackt durch die Straßen seiner Hauptstadt paradiert, ist es aber kein Kind (wie später bei Andersen), sondern ein schwarzer Rossknecht, der ausruft. „Mein Herr, mir macht es nichts aus, für wessen Sohn ihr mich haltet, aber ich sage euch: entweder Ich bin verblendet oder Ihr seid nackt“. Patronio schließt diese Erzählung mit der Mahnung, derjenige, der absolutes Vertrauen und Verschwiegenheit fordere, werde einen mit Sicherheit betrügen.
Obwohl die Exempla sich an konkreten fiktiven Einzelerlebnissen orientieren, lösen sie sich von der jeweiligen Einzelsituation und verlieren dadurch ihren anekdotischen Charakter. Damit kann der Leser, ausgehend von der konkreten Problematik der Geschichte, diese auf seine eigene Situation anwenden, der Einzelfall, der in der Geschichte dargelegt wird, erhält damit einen universellen und lehrenden Charakter.
Dieser Effekt wird noch verstärkt durch die Kondensierung des eben Erzählten anhand der moralisierenden Verse oder Sprichwörter (so genannten „viessos“), die am Ende einer jeden Geschichte durch die Figur Don Juan Manuel formuliert werden. Die Universalität der einzelnen Botschaften ergibt sich auch aus der Bandbreite der einzelnen Themen, die im Conde Lucanor angesprochen werden. Im Conde Lucanor schließen sich irdische und spirituelle Konzepte nicht gegenseitig aus. Weltliche Reichtümer werden als Instrumente zur Erlangung des Seelenheils betrachtet und stehen nicht in Opposition zum spirituellen Gut.
Der Aufbau jedes einzelnen Exemplums ist stets identisch: Jede kurze Geschichte lässt sich in drei Sequenzen unterteilen, die jeweils durch eine der drei Hauptfiguren getragen wird. Die erste Sequenz umfasst die Frage Lucanors an seinen Ratgeber Patronio bezüglich eines ihn konkret betreffenden Problems oder Situation. Innerhalb der zweiten Sequenz erzählt Patronio das jeweilige Beispiel. Sie umfasst den größten Anteil des gesamten exemplo. Den Abschluss bildet eine dritte Sequenz, welche die Formulierung einer verallgemeinernden Moral durch die Figur des Don Juan Manuel (und damit fungiert der Autor als Protagonist innerhalb seines eigenen Werkes) beinhaltet.
Der zweite Teil umfasst die Bücher zwei bis vier des Conde Lucanor. Zwar besitzt jedes einzelne über einen eigenen Titel, doch verfügen alle drei über einen gemeinsamen Dialog und bilden aufgrund ihrer gemeinsamen methodischen Vorgehensweise eine große Einheit. Der erzählende Rahmen des ersten Teils wird aufrechterhalten (auch hier befindet sich Lucanor im Gespräch mit Patronio), im Gegensatz dazu entscheidet sich Don Juan Manuel jedoch in diesem Teil des Conde Lucanor bewusst gegen den Gebrauch von beispielhaften Exempla. Während der erste Teil einfach und verständlich für den weniger gebildeten Leser verfasst ist, verfolgt Don Juan Manuel im zweiten Teil einen „dunkleren“, nicht ganz offenen Erzählstil, der sich durch eine simple Aneinanderreihung von Sprichwörtern oder Sinnsprüchen (so genannten sentençias) charakterisiert. Auf der Suche nach einem neuen, feinsinnigeren Stil fällt damit der narrative Teil des ersten Teils weg, lediglich eine Moral, ähnlich der „viessos“ des ersten Teils, wird formuliert; es reihen sich mehr als 100 Sprichwörter aneinander.
Im Gegensatz zum Erzählstil, der eine radikale Veränderung durchläuft, findet bezüglich der Thematik jedoch keine Modifizierung statt. Auch der zweite Teil setzt seinen inhaltlichen Fokus auf die Erhaltung von Ehre, Ansehen und Stand sowie die Erlangung des Seelenheils; der Schwerpunkt liegt dabei immer noch eindeutig auf den weltlichen Dingen.
Der dritte Teil des Conde Lucanor weist bedeutende Unterschiede zu den vorangegangenen Teilen auf. Die zentralen Figuren der ersten beiden Teile bleiben erhalten, jedoch findet keine Rückkehr zu der „leichten“ Form der Geschichten statt. Mit einer doktrinären Abhandlung durch Patronio über die Erlangung des Seelenheils wendet sich der Autor bewusst von den weltlichen Belangen der beiden vorhergehenden Teile ab und befasst sich mit dem christlichen Aspekt der Erlösung. Gleichzeitig wird ein Bogen geschlagen zu den Geschichten des ersten Teils, indem Patronio beispielhaft seine These der guten Taten auch anhand einiger Figuren des ersten Teils nachzeichnet. Und schließlich umfasst der dritte Teil auch die Beschreibung des Menschen und der Welt, in der er lebt, um den Weg zum Seelenheil deutlicher aufzuzeigen. Das Ergebnis dabei ist jedoch ernüchternd: Obwohl der Mensch als das Höchste der Schöpfung beschrieben wird, kann er sich von der Sündhaftigkeit, die ihm angeboren ist, nicht befreien. Stattdessen ist er, mehr als jedes andere weltliche Lebewesen, voller Unzulänglichkeiten.

## Die drei Protagonisten
Aufgrund ihrer zentralen Stellung in allen drei Teilen des Conde Lucanor gibt es insgesamt drei Hauptfiguren: Den Grafen Lucanor, seinen Ratgeber Patronio, und in oberster Instanz den Autor Don Juan Manuel. Diese drei konstituieren den Erzählrahmen und etablieren zwei Handlungsebenen. Nebenfiguren tauchen nur im ersten Teil in den einzelnen Geschichten auf und spielen in der Gesamtheit des Werkes eine untergeordnete Rolle. Allerdings finden einige vereinzelte Figuren aus den Geschichten des ersten Teils Beachtung in den Ausführungen Patronios im zweiten bzw. dritten Teil. Aufgrund der Kürze der Geschichten, in denen diese Nebencharaktere auftreten, beschränkt sich ihre Darstellung auf die Aktion. Ihre Funktion ist es, Konzepte und Anschauungen beispielhaft zu verkörpern und aufzuzeigen.
Auch die drei Hauptfiguren charakterisieren sich durch die Funktion, die sie im Text erfüllen: Lucanor, der angesichts eines klar veranschaulichten Problems Patronio um Hilfe bittet; Patronio, der ihm mit einer Geschichte, einem Sprichwort oder einer Abhandlung zu Hilfe eilt; und Don Juan Manuel, der aktiv in seine eigene Handlung eingreift und ihr einen universalen Charakter verleiht. Die ersten beiden Figuren sind diejenigen, die die Handlung tragen, und eher linear und als Stereotype denn als eigenständige Figuren zu bezeichnen. Lucanor ist der typische Adlige, Patronio hingegen die Figur des Intellektuellen.
Lucanor ist dabei die lebendigste der drei Figuren. Ihre Aufgabe ist es, um Rat zu fragen und zu lernen. Lucanors Zugehörigkeit zum Macht besitzenden Stand innerhalb der feudalen Gesellschaft bringt ihn in bestimmte, für diesen Stand typische Situationen, die er zu überwinden hat. Seine Fragen drehen sich um die für ihn vitalen Fragen. Die Geschichten des ersten Teils, sowie die Sprichwörter des zweiten Teils sind auf ihn zugeschnitten, sind wichtig für ihn. Dabei bedeutet "wichtig" in diesem Sinne bedeutsam für die Erhaltung seines Standes innerhalb der feudalen Gesellschaft, der im Kontakt mit anderen Mitgliedern der Gesellschaft immerfort auf die Probe gestellt wird – ein elementarer Bestandteil des idealisierten Ritterethos. Identisch in gesellschaftlichem Rang und der Besorgnis um dessen Erhaltung ist Lucanor die literarische Projektion des Politikers Don Juan Manuels.
Im Gegensatz zu Lucanor und Patronio ist die Figur des Don Juan Manuel, nicht zuletzt durch sein reales Spiegelbild, konkreter und greifbarer. Die Bedeutung ihrer Stellung innerhalb des Conde Lucanor ergibt sich unzweifelhaft durch ihre Allgegenwärtigkeit in allen drei Teilen. Sie scheint über die Handlung zu wachen und diese letztendlich zu lenken. Das Auftauchen des Autors als Figur innerhalb der eigenen fiktionalen Handlung ist nur ein Beispiel für das autobiografische Interesse Don Juan Manuels. Die Verweise auf andere, von ihm verfasste Werke innerhalb des Conde Lucanor ist ein weiteres Indiz für dieses Phänomen.

## Der Conde Lucanor als Abbild der theozentrischen Gesellschaft
In einer Epoche, in welcher der christliche Glauben ausnahmslos alle Bevölkerungsschichten durchtränkte, war die Zahl Drei nicht ohne Bedeutung (Dreifaltigkeit, drei himmlische Chöre etc.). Auch im Conde Lucanor tritt diese Zahl immer wieder auf, sei es in der Anzahl der einzelnen Teile des Buches, der Nuklei oder der Anzahl der Protagonisten. Offensichtlich verfolgte Don Juan Manuel nicht nur mit den inhaltlichen Aspekten des Conde Lucanor ein bestimmtes Ziel, sondern suchte dies auch durch die äußere und innere Struktur zu unterstreichen.
Die progressive Verdunkelung sowohl in der Materie als auch des Erzählstils bewirkt, dass die einzelnen Teile an unterschiedliche Typen von Lesern gerichtet sind. Der erste Teil ist leicht verständlich, an Personen gerichtet, die über wenig Bildung verfügen: Ihnen wird die Moral der viessos in narrativer Form anhand beispielhafter Geschichten verständlich gemacht. Der zweite Teil richtet sich an Leser, die über mehr Bildung verfügen, die in der Lage sind, die kondensierten Botschaften der Sprichwörter ohne verallgemeinernde, beispielhafte Situationen zu verstehen. Ihre feinsinnige Klugheit erlaubt es ihnen, diese Botschaften korrekt zu deuten, auf sich selbst zu beziehen und so auf eigene Situationen anzuwenden. Ausgehend vom soziokulturellen Kontext liegt es nahe, die einzelnen Teile aufgrund ihrer Charakteristika mit den einzelnen Komponenten der Gesellschaft in Verbindung zu bringen. In diesem Fall würde der erste Teil, der sich durch eine große Materialfülle und Bandbreite von Themen charakterisiert und sich in seinem Erzählstil durch Klarheit und Offensichtlichkeit auszeichnet, mit dem untersten Stand, dem des Volkes, zusammenfallen, der sich als große inhomogene Masse sowie durch große Bildungsdefizite darstellt. Ein weiterer Hinweis darauf ist die Tatsache, dass im ersten Teil, anstelle einer moralisierenden Quintessenz, in einigen Fällen sogar Sprichwörter aus dem kastilischen Sprachgebrauch benutzt werden.
Sicherlich betrachtete Don Juan Manuel sein Werk jedoch als Einheit, die zusammenhängend gelesen werden soll, auch wenn unterschiedliche erhaltene Manuskripte dies nicht immer respektierten. Die Aussagen in den vorangestellten Prologen, die die einzelnen Teile zusammenhalten, lassen jedoch keinen Zweifel an der literarischen Einheit des Conde Lucanor aufkommen. In diesen Momenten verweist der Autor selbst oder in der Figur des Patronio auf vorherige Teile oder Abschnitte des Werkes – Anmerkungen, die sicherlich entfielen, sollten die einzelnen Teile separat veröffentlicht werden. Die Referenz oder Präferenz zu unterschiedlichen Lesern ist nur ein weiteres stilistisches Hilfsmittel, das neben der Verwendung der Verdunkelung und der Abnahme der Materialfülle einer besonderen Intention Don Juan Manuels folgt. Unzweifelhaft geprägt durch seinen historischen Kontext, vor allem durch die Scholastiker seiner Zeit, die den Künstler als Imitator der von Gott gegebenen, natürlichen Ordnung sahen, erinnert die Triadenstruktur des Conde Lucanor, die Charakteristika seiner einzelnen Teile und die dort angesprochenen Leser an die Einteilung der theozentrischen Gesellschaft in drei gesellschaftliche Stände mit unterschiedlichen Privilegien und Pflichten. Don Juan Manuel imitiert die Ordnung des christlichen Mittelalters durch einen architektonischen Aufbau des Conde Lucanor und legitimiert sie auf diese Weise. Ähnlich der drei Wege des Menschen während seines Aufenthalts im Diesseits, die im dritten Teil beschrieben werden, bestätigt die Existenz aller drei Teile in Don Juan Manuels Werk die der theozentrischen Gesellschaft und berechtigt damit deren unbedingte Aufrechterhaltung. Der Conde Lucanor ist somit in seinem Aufbau und Inhalt stark an die Vorstellungen der mittelalterlichen Gesellschaft gebunden.

## Die didaktische Intention des Conde Lucanor
Im Conde Lucanor vereinigen sich die typischen Merkmale der didaktisch-moralischen Literatur seiner Zeit. Don Juan Manuel präsentiert mit Hilfe beispielhafter Geschichten eine christlich-moralische Doktrin, dessen eifrigster Anhänger wohl er selbst ist. Die eigene Bezeichnung enxiemplos ist jedoch in dieser literarischen Form neu. Statt der Exempla vorangegangener Exemplasammlungen schafft der Autor des Conde Lucanor ein eigenes Exemplum, Ausdruck seines ausgeprägten Individualismus. Sein Wunsch ist es, Wege aufzuzeigen, um den eigenen Stand, Reichtum sowie das Ansehen zu wahren und zu mehren, um schließlich folgerichtig auch das Seelenheil zu erlangen. Die Sprache ist darüber hinaus klar und deutlich formuliert. Don Juan Manuel verzichtet in jeder Hinsicht auf "schwieriges" Material. In allen Fällen geht es vorrangig darum, Wissen zu erlangen, sowie um einen Lehr- und Lernprozess, der durch konkrete Ausgangssituationen und Geschichten eine abstrakte moralisierende Lektion erteilt, die in einem konkreten Ratschlag endet. Die Dialogform der Rahmenhandlung vermittelt, gleichwohl sie fiktiv ist, eine für den Leser akzeptierbare reale und greifbare Situation, die von Lebendigkeit und Nähe geprägt ist.
Es ergibt sich zudem das Bild eines Schriftstellers, der sich nicht nur der didaktischen Tradition bewusst war, die ihm sowohl der Okzident als auch der Orient bot, sondern seine Arbeit zudem als ästhetisches Produkt betrachtete. Er etabliert eigene formale Elemente, zum Beispiel die Kreation mehrerer fiktionaler Ebenen innerhalb eines Textes, in dem der Leser meisterhaft von einer fiktionalen Ebene in eine weitere, ihr übergeordnete Ebene geführt wird. In anderen Fällen benutzt Don Juan Manuel das Element der Wiederholung von einzelnen Sätzen oder ganzen Sequenzen, um bestimmte Entwicklungen deutlicher zu akzentuieren oder die Handlung zu intensivieren. Die Lektüre des Conde Lucanor soll also in erster Linie lehren und formen. Sie soll dem (jungen) Adligen diejenigen Werte und Normen vermitteln, die für ihn von Bedeutung sind und sein werden und beschäftigt sich sowohl mit rein weltlichen Belangen als auch mit den für die Erlangung des Seelenheils notwendigen weltlichen und spirituellen Requisiten. Don Juan Manuels Vorhaben, das Lernen mit Hilfe von moralischen Geschichten zu erleichtern, bringt er in direkten Zusammenhang mit der Funktion eines Arztes.

## Fazit
Das Verfassen einer Sammlung moralisierender Geschichten und Sentenzen sowie einer theologischen Abhandlung, die jeden Zweifel am christlichen Glauben ausräumen sollte wirkt wie ein Bollwerk gegen den gesellschaftlichen Zerfallsprozess. Wiederholt verweist Don Juan Manuel auf die Bedeutung der Bildung des Individuums als wesentliches Instrument zur Erhaltung dessen, was den Adelsstand charakterisiert. Darüber hinaus idealisiert er im Conde Lucanor dessen grundlegende Eigenschaften, indem sie als Requisit für die Erlangung des Seelenheils dienen. Der Adel erfährt damit eine Erneuerung seiner moralischen Bedeutung, indem Don Juan Manuel dessen soziale Dimension und ethisch-moralischen Kodex wiederaufleben lässt. Angesichts kultureller und sozialer Krisen greift der Autor damit auf die altbewährten Sicherheiten des Glaubens und des idealisierten Weltbildes zurück.
Die Verteidigung des christlichen Glaubens und der göttliche Ordnung findet damit nicht, wie für den Adel charakterisierend, mit dem Schwert statt. Don Juan Manuel kommt dieser Mission auch als Schriftsteller nach. Damit hat Don Juan Manuel den Prozess des idealisierten Ritters noch weiter vorangetrieben. Gleichzeitig erreicht er aber auch in literarischer Hinsicht einen Höhepunkt der Exempla-Literatur, indem er ihr seinen eigenen individuellen Stempel aufdrückt. Damit ist der Conde Lucanor mehr als ein bloßer Ratgeber oder eine einfache Exempla-Sammlung. Er ist ein literarisches Zeugnis seiner Zeit und gleichzeitig ein Appell seines Verfassers, angesichts kultureller, politischer und sozialer Umwälzungen zu den Grundfesten des christlichen Glaubens zurückzukehren und damit ein gesellschaftliches System zu untermauern.